# Leptopelis palmatus
Leptopelis palmatus is een kikker uit de familie Arthroleptidae. De wetenschappelijke naam van de soort werd, als Hylambates palmatus, in 1868 door Wilhelm Peters gepubliceerd.

## Uiterlijke kenmerken
De mannetjes van de kikker worden ongeveer 7 centimeter lang, de vrouwtjes kunnen 11 centimeter worden, en daarmee is het een van de grootste Afrikaanse kikkersoorten en een voorbeeld van eilandgigantisme. De kikker kan enigszins van kleur veranderen en er zijn diverse kleurpatronen waaronder geelbruin tot groen met gele vlekken. Meestal is de kleur zeer donkergroen tot zwart en de ogen zijn bloedrood. De mannetjes vertonen meer variatie in kleur dan de vrouwtjes. Soms zitten op de rug en kop een groot aantal lichtere vlekjes die het dier een gemarmerd uiterlijk geven. Ook de buik heeft een donkere kleur, maar is altijd lichter dan de rug. Verder heeft deze soort een opvallend plat lichaam, duidelijk omhoog stekende neusgroeven, grote trommelvliezen (tympana) en erg lange tenen, met name aan de achterpoten.

## Verspreiding en habitat
Leptopelis palmatus komt alleen voor op het eilandje Principe, zo'n 150 kilometer van het grotere eiland Sao Tomé in de Golf van Guinee, en heeft dus een zeer klein verspreidingsgebied. Dit kleine eiland was van oorsprong zeer bosrijk, met warme en vochtige omstandigheden die doen denken aan een tropisch regenwoud. Deze soort leeft vrij hoog in bomen en struiken en mijdt hoger gelegen delen van het eiland boven de 300 meter. De soort is nauw verwant aan Leptopelis macrotis, uit het westen van West-Afrika, en Leptopelis rufus van het vasteland dat grenst aan de Golf van Guinee. Van die laatste soort werd aanvankelijk zelfs gedacht dat het een populatie op het vasteland betrof van Leptopelis palmatus.
Verondersteld wordt dat beide vormen zich in hun ontwikkelingsgeschiedenis hebben gespecialiseerd, waardoor deze nieuwe soort is ontstaan. Van Leptopelis rufus is Leptopelis palmatus te onderscheiden door een groter trommelvlies, een grotere cloaca en een andere structuur van de huid.

## Levenswijze
Het voedsel bestaat uit allerlei ongewervelden, vooral insecten zoals vliegen.